# Hans Herlin
Hans Herlin (Stadtlohn, 24 de diciembre de 1925 - Autun, 20 de diciembre de 1994) fue un escritor y periodista alemán. Es famoso por sus obras sobre la Kriegsmarine.

## Biografía[2]
Realizó su servicio militar en 1944 sirviendo en la Luftwaffe como piloto, desertó a Suiza ese año y vivió allí hasta el final de la Segunda Guerra Mundial.
Finalizada la guerra regresó a Alemania donde se recibió de periodista y luego estudió Literatura. Trabajó como periodista en la revista Stern y fue director de publicaciones en la editorial de Fritz Molden, del que se hizo muy amigo.
En 1977 se marchó al sur de Francia y vivió allí hasta su muerte. Falleció de un ataque al corazón a la edad de 68 años en 1994.

## Obras
En 1961 trabajando como periodista, escribió un relato detallado sobre el viaje de los refugiados del trasatlántico MS Saint Louis. Esta obra le hizo interesarse por la actuación de la Kriegsmarine en la Segunda Guerra Mundial y en especial la de los submarinos. Así, desde 1972 se dedicó solo a la literatura.
- ¡Submarino Alemán a la vista!: Destino de los conductores alemanes de submarinos. Informe de hechos (1959, 1981)
- El diablo volador Ernst Udet y la historia de su tiempo (1974)
- Amigos (1974)
- Conmemoraciones (1975)
- Day and Night Stories (1978)
- Which Way the Wind (1978)
- El Sobreviviente del Doggerbank (1979)
- Los poderes secretos de lo suprasensible: hechos increíbles (1980)
- El Amado: El amor trágico de Clara Petacci a Benito Mussolini (1980)
- Satanás está del lado de Dios (1981)
- La última primavera en París (1983)
- Solo corre (1983)
- Atención Mundial, Aquí está el Vía Crucis: Los Aviadores de Hiroshima (1984)
- Grishin (con John Maxwell Brownjohn, 1987)
- La última primavera en París (1988)
- Siberian Transfer (1992)

### El sobreviviente del Doggerbank
En 1975 pudo conocer a Fritz Kürt, lo entrevistó y éste accedió a contar su historia para que sea contada en una novela. El resultado final fue la novela Der letzte Mann von der Doggerbank publicada en 1979, en 1986 inició la traducción de la obra y en la actualidad está disponible en 18 idiomas. Se trata del mayor documento elaborado sobre el hundimiento del Doggerbank.